# Varda (Tolkien)

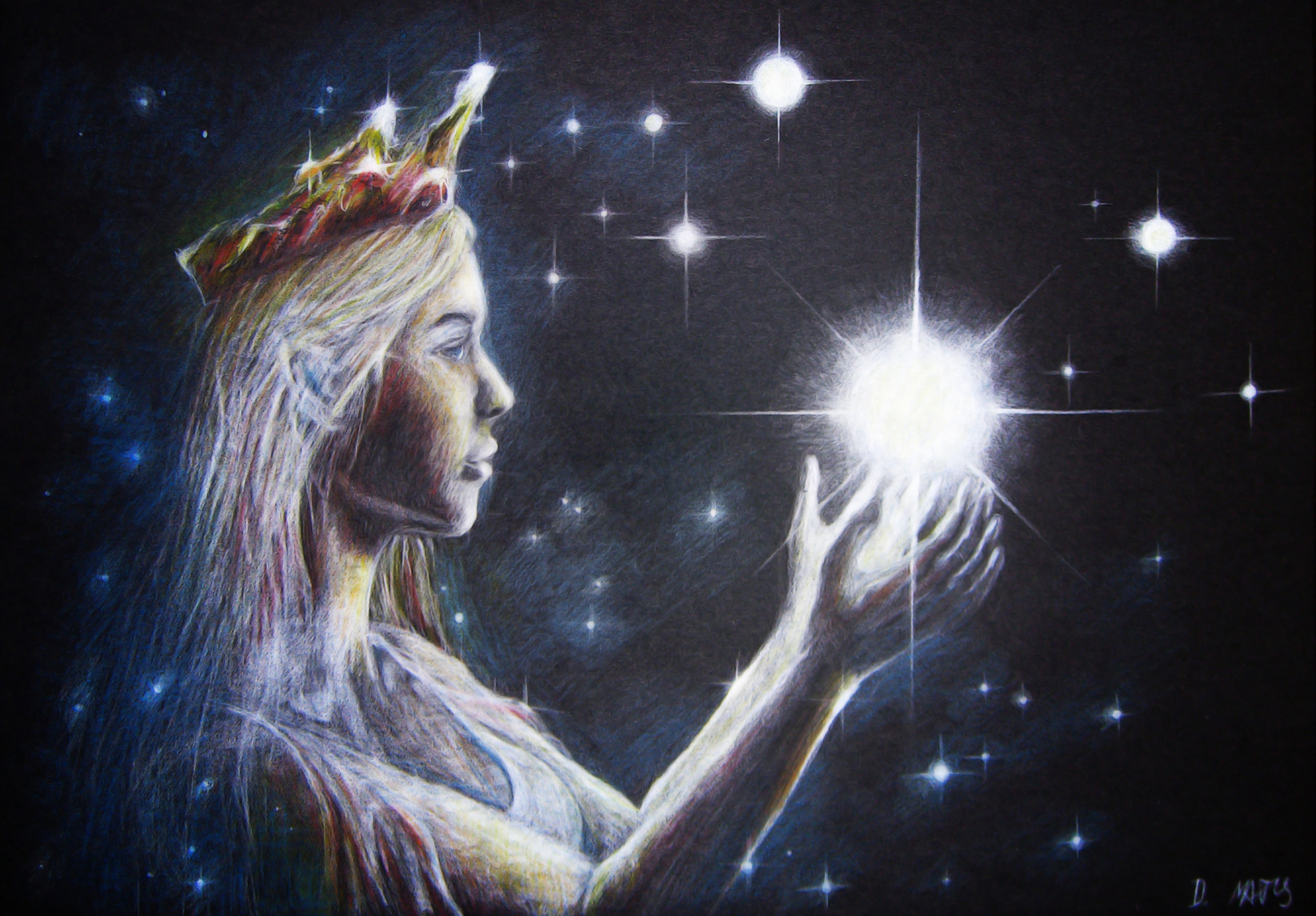
Varda Elentári

Varda (Elentári, Elbereth) is een figuur uit de werken van J.R.R. Tolkien en is een van de Valier, de koninginnen van de Valar. Zij is de vrouw van Manwë en de machtigste en schoonste van de Valier. Haar bijnaam is Elentári, de koningin van de sterren. De Eldar houdt het meest van haar omdat de sterren het eerste was dat zij zagen toen zij ontwaakten bij het meer van Cuivienen. Zij noemen haar Elbereth. Haar schoonheid is te groot om in eender welke taal beschreven te worden. Zij is schitterend als de sterren zelf en het licht van Aman is op geen gezicht zo te zien als op dat van Varda.